# Anioł nad morzem
Anioł nad morzem (fr. Un ange à la mer) – belgijsko-kanadyjski dramat filmowy z 2009 roku w reżyserii Frédérica Dumonta, dla którego był to pełnometrażowy debiut.
Film miał premierę w konkursie głównym na MFF w Karlowych Warach, gdzie zdobył trzy nagrody, w tym główną Kryształowego Globusa oraz aktorską za kreację Oliviera Gourmeta. Na ekrany polskich kin obraz wszedł 10 grudnia 2010 roku.

## Fabuła
Historia dwunastoletniego Louisa, który wiedzie spokojne życie z rodzicami i starszym bratem na południu Maroka. Kluczowym momentem w jego życiu staje się chwila, gdy jego cierpiący na depresję ojciec zdradza mu swoją tajemnicę. Od tej pory Louis staje się obsesyjnie doglądającym go aniołem stróżem.

## Obsada
- Martin Nissen – Louis
- Anne Consigny – matka Louisa
- Olivier Gourmet – ojciec Louisa
- Julien Frison – Quentin
- Pierre-Luc Brillant – Pierre
- Louise Portal – Jacqueline
- Jacques Germain – René[3]

## Produkcja
Zdjęcia kręcono w Sidi Ifni w Maroku.